# Tinea accusatrix
Tinea accusatrix is een vlinder uit de familie van de echte motten (Tineidae). De wetenschappelijke naam van de soort werd in 1916 gepubliceerd door Edward Meyrick.